# 南单家村
南单家村，中华人民共和国山东省东营市利津县北宋镇所辖行政村。位于利津县西南部。全村人口110户，410人(2010年底)。耕地面积524亩。行政区划代码370522101266。